# Clam-Gallasové
Clam-Gallasové je jméno někdejšího českého hraběcího rodu, jedné z linií původně rakouského šlechtického rodu Perger-Clamů z Korutan, která v roce 1757 převzala jméno vyhaslého italského rodu Gallasů a zdědila jejich převážně česká panství. Linie Clam-Gallasů vymřela roku 1930, zatímco linie Clam-Martiniců pokračuje.

## Historie rodu

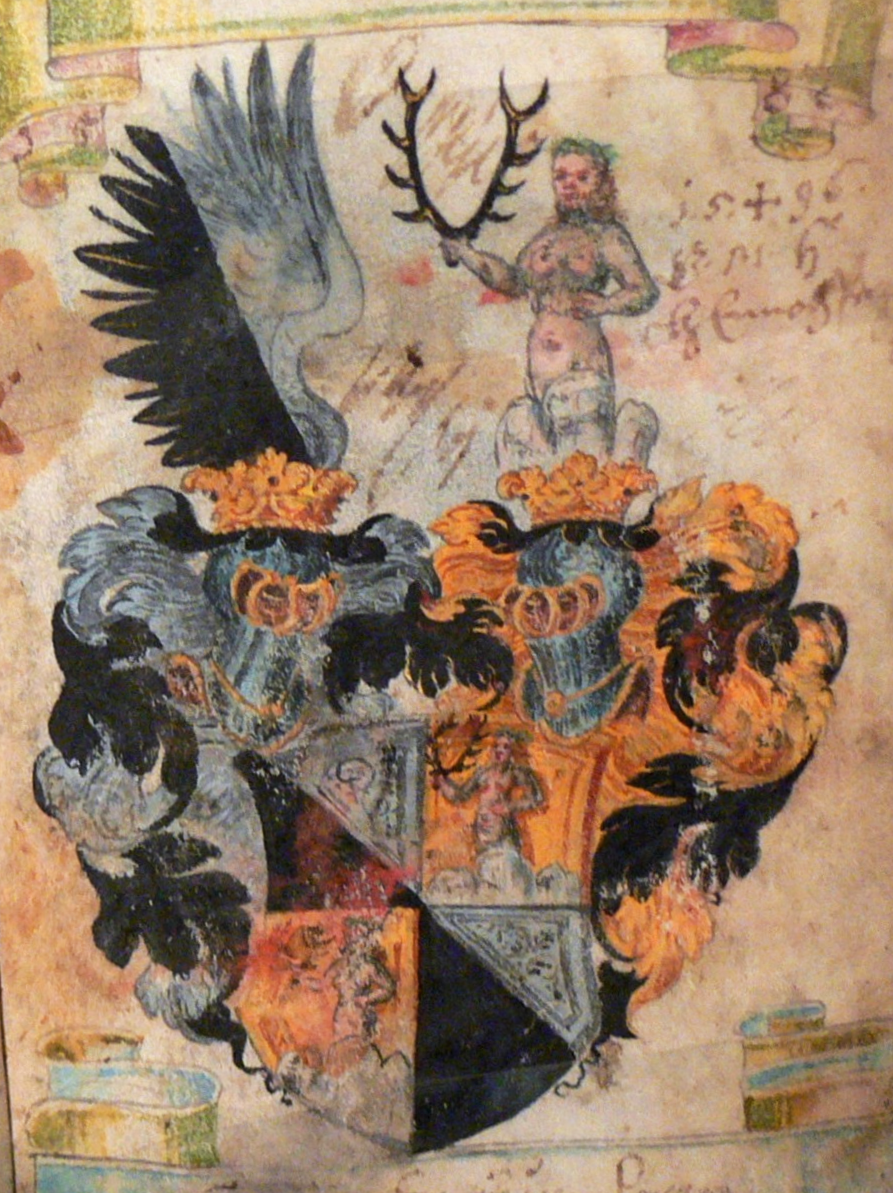
Erb Pergerů z Clamu (1582)

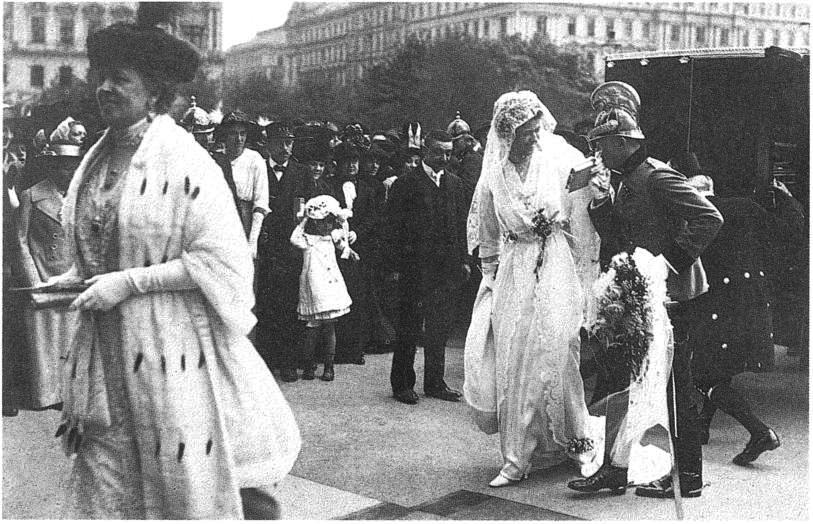
Svatba hraběnky Gabriely Clam-Gallasové s knížetem Adolfem z Auerspergu, vpředu vlevo matka nevěsty, hraběnka Clam-Gallasová (1914)

Rod hrabat z Clamu svůj původ odvozují od starobylého rodu původně z Korutan, který vzkvétal pod jménem Pörgerové (Pergerové), urození páni z Höchenpergu, až do první poloviny 14. století, poté však odtud byl při vnitřním štěpení Korutan vypuzen. Rod se poté usadil v Rakousích nad Enží.
Praotcem rodů Clam-Martiniců a Clam-Gallasů je svobodný pán Štěpán Perger, syn Konráda Pergera († 16. listopadu 1521), který je jako první z tohoto rodu zmiňován písemně.
Jedna část rodu přijala roku 1757 jméno vymřelého rodu hrabat Gallasů z italského Tridentska. Jejím zakladatelem byl hrabě Kristián Filip Clam-Gallas (1748–1805), synovec posledního člena rodu Gallasů hraběte Filipa Josefa. Byl podobně jako jeho syn, nejvyšší maršálek Království českého a předseda Společnosti vlasteneckých přátel umění Kristián Kryštof (1771–1838) mecenášem hudby a orchestrů v Čechách a také Ludwiga van Beethovena, který věnoval hraběnce Josefíně Clam-Gallasové dvě skladby. Mezi významné členy rodu náležel generál jízdy Eduard Clam-Gallas (1805–1891), který roku 1850 vyženil část majetku Ditrichštejnů. Rodina vymřela v mužské linii Franzem Clam-Gallasem (1854–1930).

## Rodové majetky
Majetkové těžiště rodu leželo v Jizerských horách, kde Clam-Gallasům patřil zámek Frýdlant, hrad Grabštejn, zámek Lemberk a okolí Liberce a některá drobná či rozptýlená panství jako Obříství, Velké Klecany a Žďár nad Sázavou. V letech 1762–1765 nechal hrabě Kristián Clam-Gallas přestavět zámek Dětenice v pozdně barokním slohu.
Kromě množství panství vlastnili Clam-Gallasové také architektonicky významné městské paláce v Praze a ve Vídni.
Majetek posledního hraběte v Československu byl zabaven v roce 1945 jeho dcerám, které byly nuceny uprchnout do Rakouska.

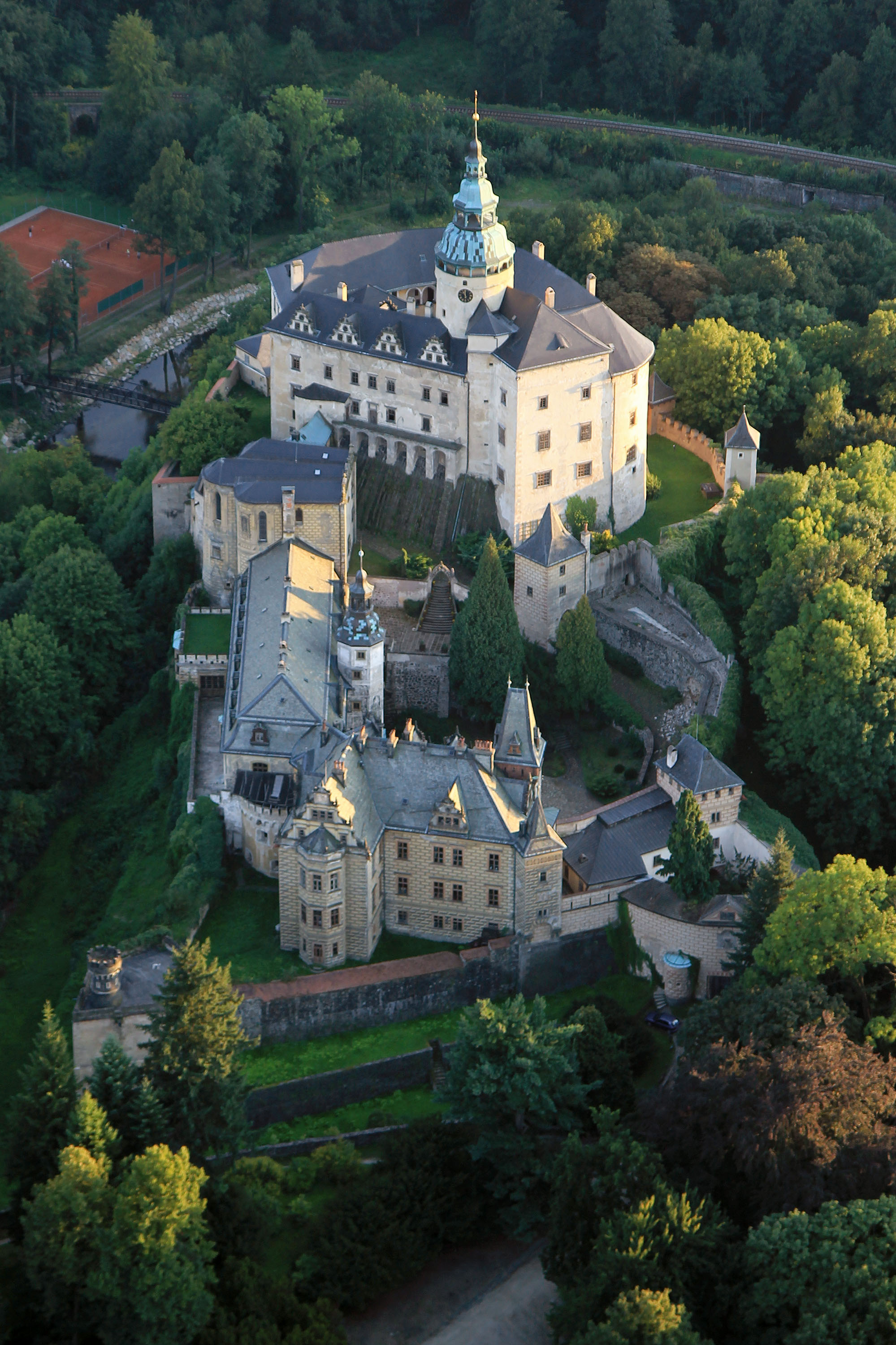
Zámek Frýdlant
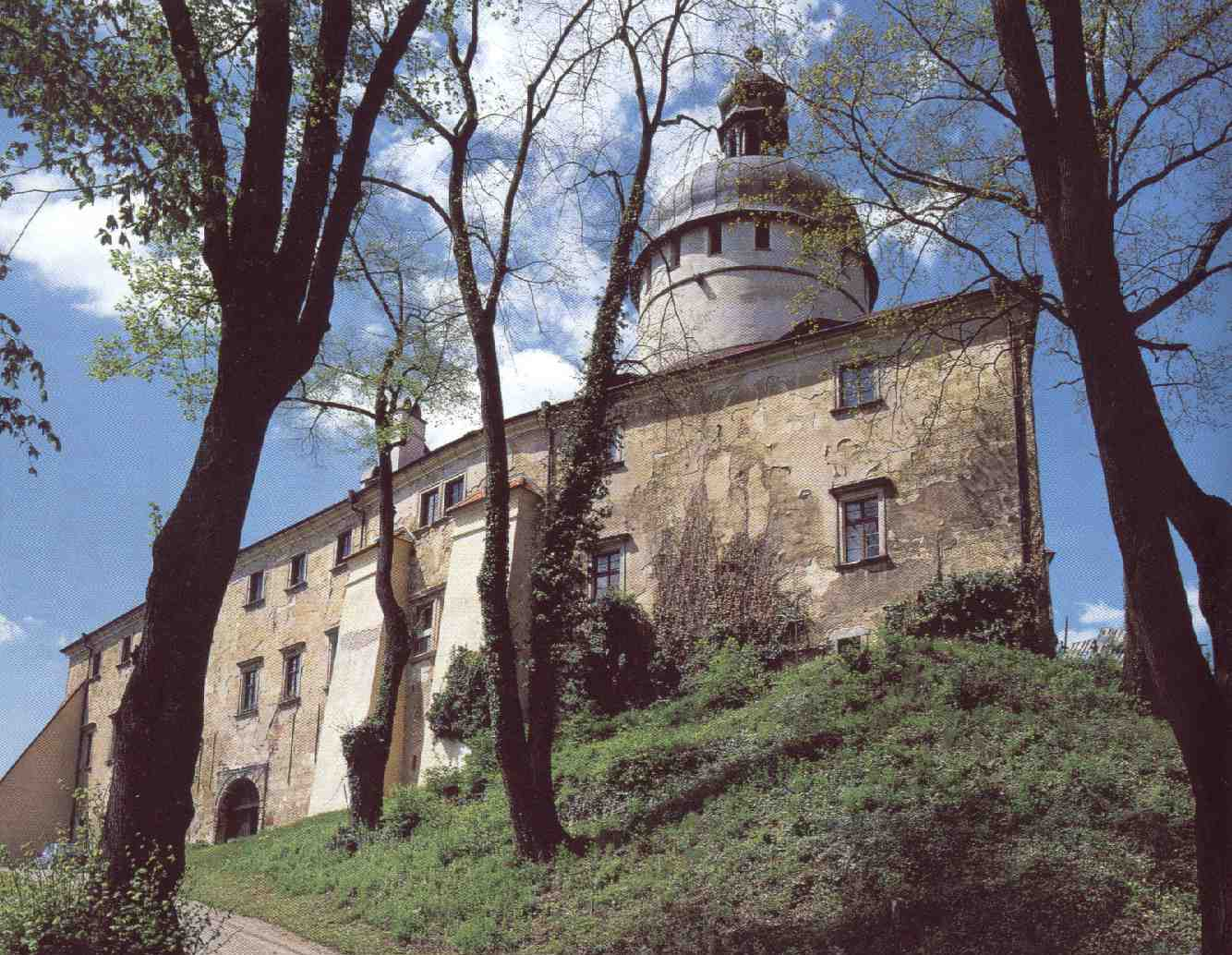
Zámek Grabštejn
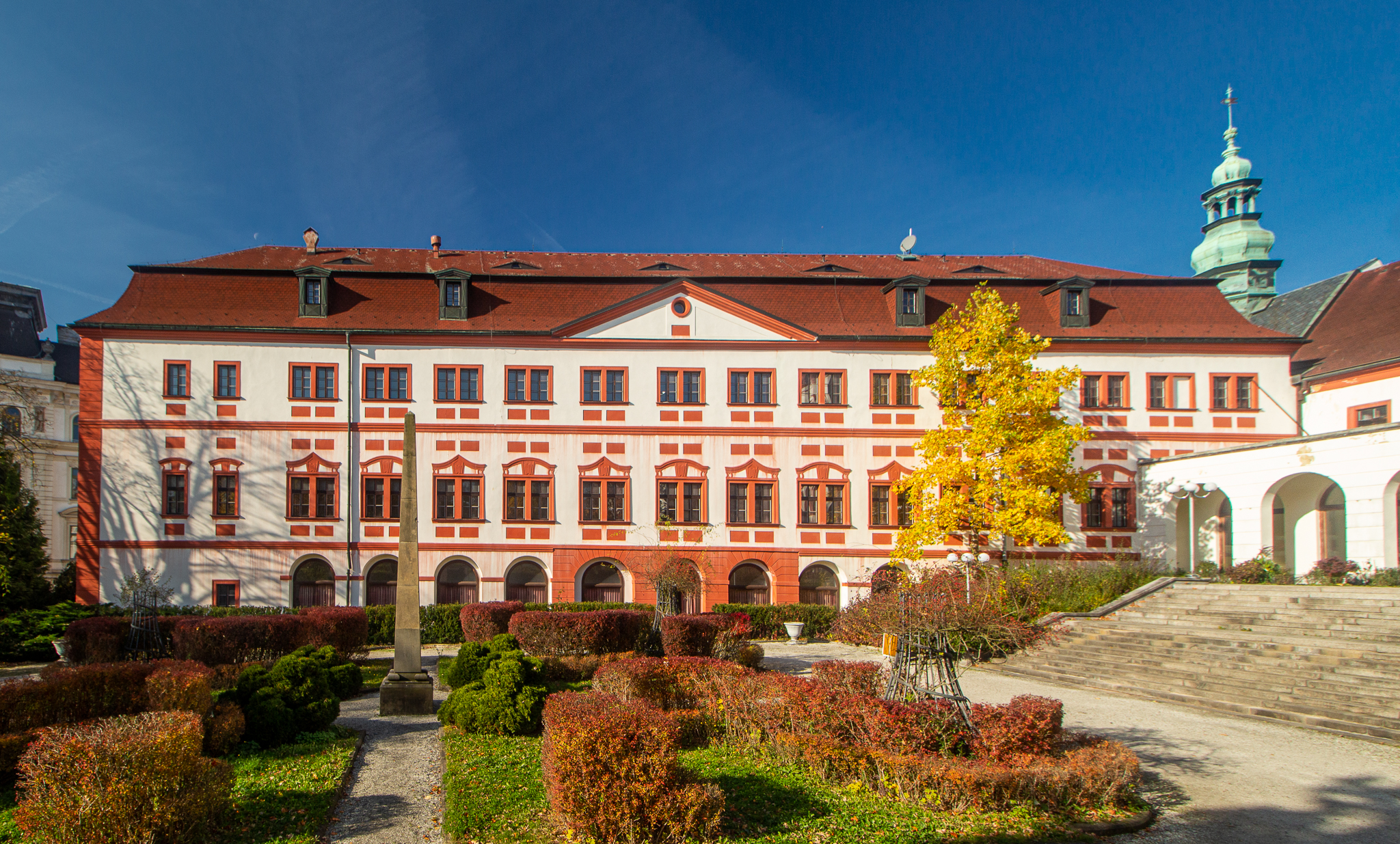
Zámek v Liberci
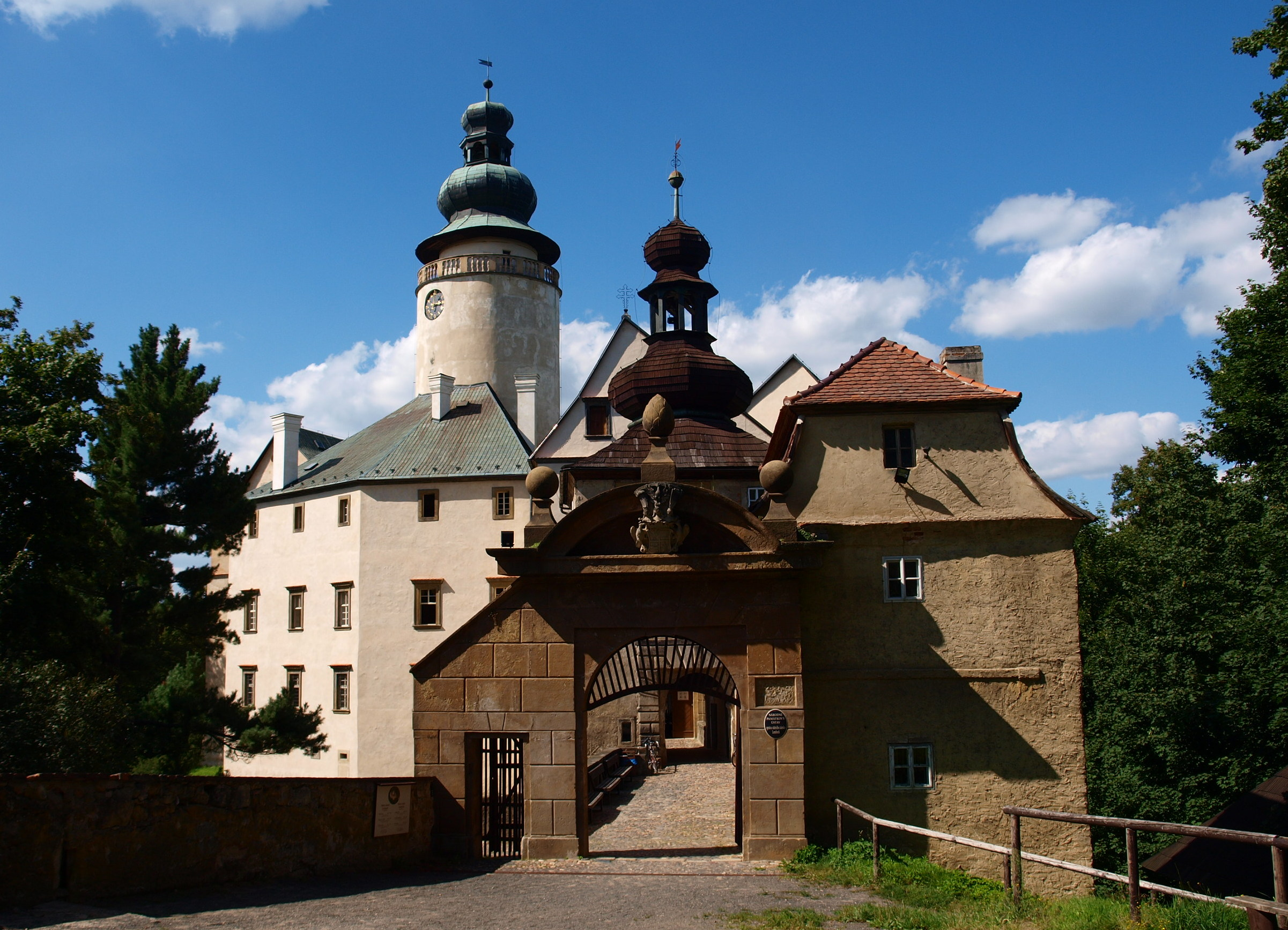
Zámek Lemberk
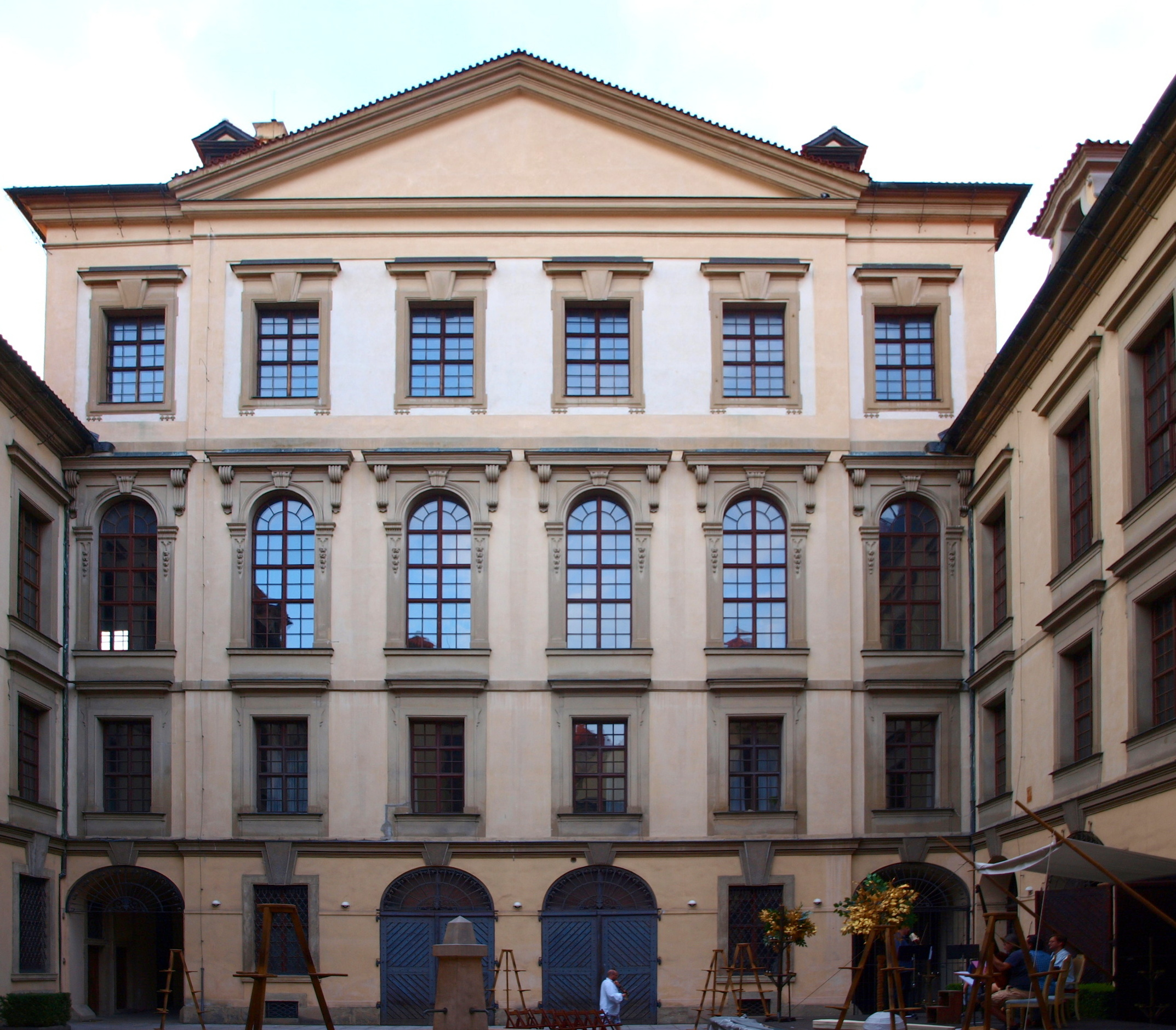
Clam-Gallasův palác v Praze
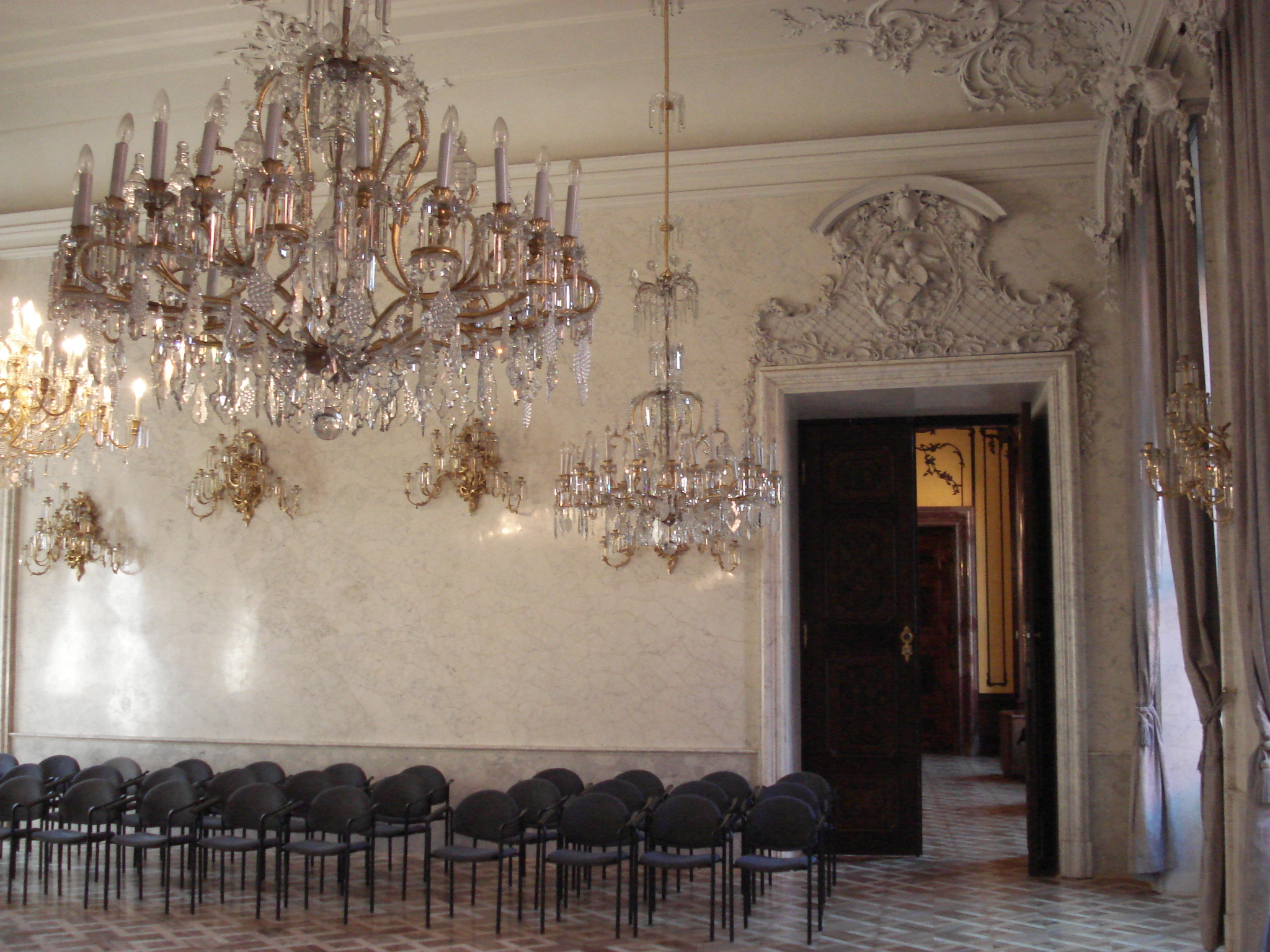
Mramorový sál v pražském Clam-Gallasovském paláci
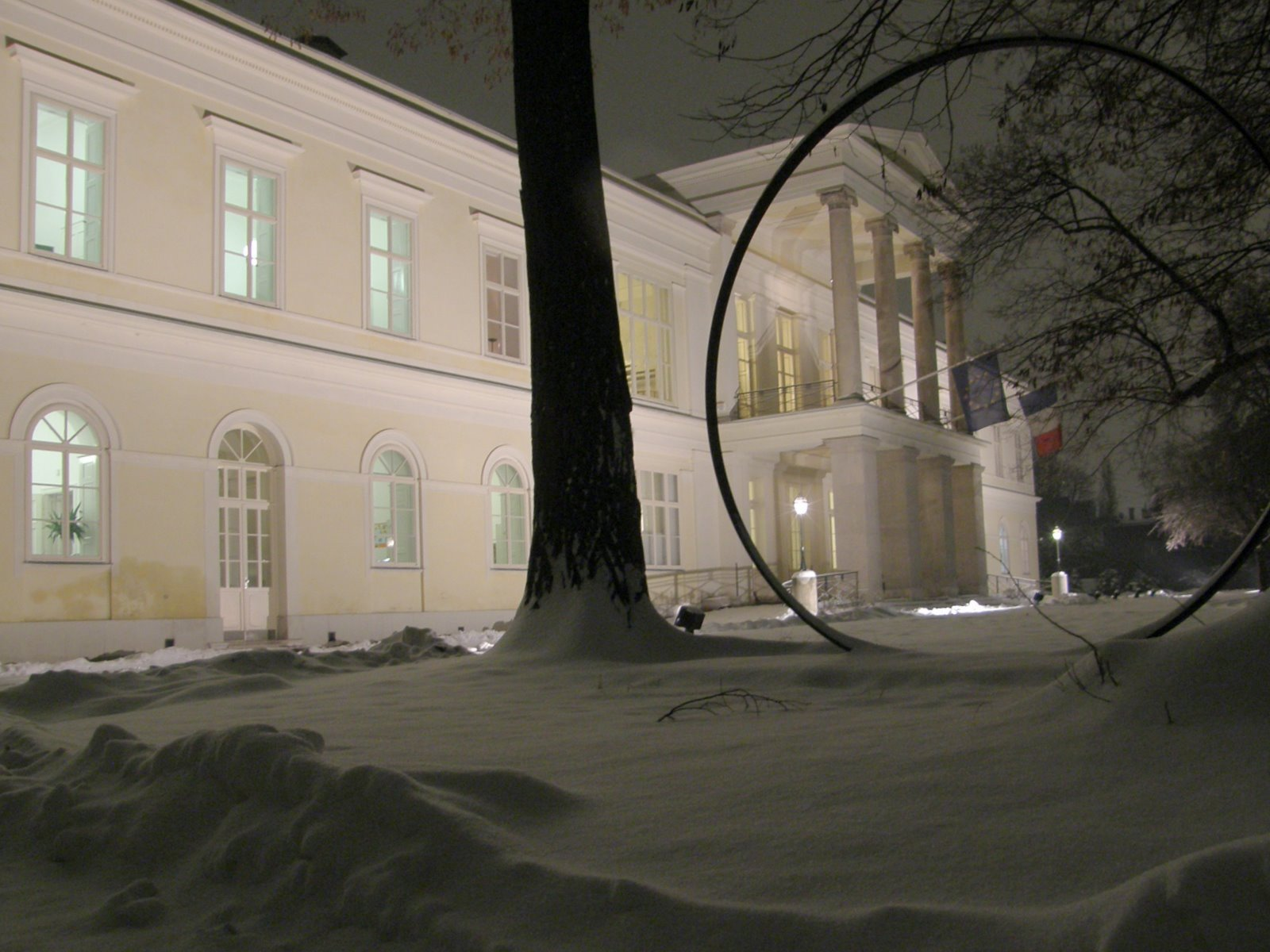
Clam-Gallasovský palác ve Vídni

## Příbuzenské vztahy Clam-Gallasů a Clam-Martiniců
Následující schéma představuje rozdělení hraběcí rodiny Clamů na clamovskou větev starší (Clam-Gallasové), která vymřela po meči 20. ledna 1930 smrtí Franze Clam-Gallase (1854–1930), a mladší (Clam-Martinicové), jejíž příslušníci stále žijí. Základní linie Clamů je zvýrazněna zeleně, zakladatel Clam-Gallasů je zvýrazněn modře a zakladatel Clam-Martiniců červeně. Ze záměrně rozšířeného rodokmenu také vyplývá, jak přešel majetek Gallasů a Martiniců na Clamy. Římské číslice představují pořadí manžela nebo manželky, pokud někdo vstoupil do manželství vícekrát.
|                                |                                |                                                 |                                                 |                                                 |                                                 |                                                 |                                                 | Jan Kryštof I. Clam 1620–1697    | Jan Kryštof I. Clam 1620–1697    | Jan Kryštof I. Clam 1620–1697         | Jan Kryštof I. Clam 1620–1697         | Jan Kryštof I. Clam 1620–1697         | Jan Kryštof I. Clam 1620–1697         |                                       |                                       |                                    |                                    |                                    |                                    | Marie Alžběta z Thürheimu | Marie Alžběta z Thürheimu | Marie Alžběta z Thürheimu                      | Marie Alžběta z Thürheimu                      | Marie Alžběta z Thürheimu                      | Marie Alžběta z Thürheimu                      |                                                |                                                |                                         |                                         |                                           |                                           |                                           |                                           |                                             |                                             | I. Kateřina Barbora z Martinic † 1667       | I. Kateřina Barbora z Martinic † 1667       | I. Kateřina Barbora z Martinic † 1667       | I. Kateřina Barbora z Martinic † 1667       | I. Kateřina Barbora z Martinic † 1667   | I. Kateřina Barbora z Martinic † 1667   |                                         |                                         | František Ferdinand z Gallasu 1635–1697 | František Ferdinand z Gallasu 1635–1697 | František Ferdinand z Gallasu 1635–1697 | František Ferdinand z Gallasu 1635–1697 | František Ferdinand z Gallasu 1635–1697  | František Ferdinand z Gallasu 1635–1697  |                                          |                                          | II. Johana Emerenciana z Gaschin-Rosenbergu † 1735 | II. Johana Emerenciana z Gaschin-Rosenbergu † 1735 | II. Johana Emerenciana z Gaschin-Rosenbergu † 1735 | II. Johana Emerenciana z Gaschin-Rosenbergu † 1735 | II. Johana Emerenciana z Gaschin-Rosenbergu † 1735 | II. Johana Emerenciana z Gaschin-Rosenbergu † 1735 |                                                  |                                                  |                                                  |                                                  |  |  |                                               |                                               |                                               |                                               |                                               |                                               |  |  |
|                                |                                |                                                 |                                                 |                                                 |                                                 |                                                 |                                                 | Jan Kryštof I. Clam 1620–1697    | Jan Kryštof I. Clam 1620–1697    | Jan Kryštof I. Clam 1620–1697         | Jan Kryštof I. Clam 1620–1697         | Jan Kryštof I. Clam 1620–1697         | Jan Kryštof I. Clam 1620–1697         |                                       |                                       |                                    |                                    |                                    |                                    | Marie Alžběta z Thürheimu | Marie Alžběta z Thürheimu | Marie Alžběta z Thürheimu                      | Marie Alžběta z Thürheimu                      | Marie Alžběta z Thürheimu                      | Marie Alžběta z Thürheimu                      |                                                |                                                |                                         |                                         |                                           |                                           |                                           |                                           |                                             |                                             | I. Kateřina Barbora z Martinic † 1667       | I. Kateřina Barbora z Martinic † 1667       | I. Kateřina Barbora z Martinic † 1667       | I. Kateřina Barbora z Martinic † 1667       | I. Kateřina Barbora z Martinic † 1667   | I. Kateřina Barbora z Martinic † 1667   |                                         |                                         | František Ferdinand z Gallasu 1635–1697 | František Ferdinand z Gallasu 1635–1697 | František Ferdinand z Gallasu 1635–1697 | František Ferdinand z Gallasu 1635–1697 | František Ferdinand z Gallasu 1635–1697  | František Ferdinand z Gallasu 1635–1697  |                                          |                                          | II. Johana Emerenciana z Gaschin-Rosenbergu † 1735 | II. Johana Emerenciana z Gaschin-Rosenbergu † 1735 | II. Johana Emerenciana z Gaschin-Rosenbergu † 1735 | II. Johana Emerenciana z Gaschin-Rosenbergu † 1735 | II. Johana Emerenciana z Gaschin-Rosenbergu † 1735 | II. Johana Emerenciana z Gaschin-Rosenbergu † 1735 |                                                  |                                                  |                                                  |                                                  |  |  |                                               |                                               |                                               |                                               |                                               |                                               |  |  |
|                                |                                |                                                 |                                                 |                                                 |                                                 |                                                 |                                                 |                                  |                                  |                                       |                                       |                                       |                                       |                                       |                                       |                                    |                                    |                                    |                                    |                           |                           |                                                |                                                |                                                |                                                |                                                |                                                |                                         |                                         |                                           |                                           |                                           |                                           |                                             |                                             |                                             |                                             |                                             |                                             |                                         |                                         |                                         |                                         |                                         |                                         |                                         |                                         |                                          |                                          |                                          |                                          |                                                    |                                                    |                                                    |                                                    |                                                    |                                                    |                                                  |                                                  |                                                  |                                                  |  |  |                                               |                                               |                                               |                                               |                                               |                                               |  |  |
|                                |                                |                                                 |                                                 |                                                 |                                                 |                                                 |                                                 |                                  |                                  |                                       |                                       |                                       |                                       |                                       |                                       |                                    |                                    |                                    |                                    |                           |                           |                                                |                                                |                                                |                                                |                                                |                                                |                                         |                                         |                                           |                                           |                                           |                                           |                                             |                                             |                                             |                                             |                                             |                                             |                                         |                                         |                                         |                                         |                                         |                                         |                                         |                                         |                                          |                                          |                                          |                                          |                                                    |                                                    |                                                    |                                                    |                                                    |                                                    |                                                  |                                                  |                                                  |                                                  |  |  |                                               |                                               |                                               |                                               |                                               |                                               |  |  |
|                                |                                |                                                 |                                                 |                                                 |                                                 |                                                 |                                                 |                                  |                                  |                                       |                                       |                                       |                                       | Jan Leopold Clam † 1727               | Jan Leopold Clam † 1727               | Jan Leopold Clam † 1727            | Jan Leopold Clam † 1727            | Jan Leopold Clam † 1727            | Jan Leopold Clam † 1727            |                           |                           | Františka ze Salburgu                          | Františka ze Salburgu                          | Františka ze Salburgu                          | Františka ze Salburgu                          | Františka ze Salburgu                          | Františka ze Salburgu                          |                                         |                                         |                                           |                                           | Johana Beatrix z Gallasu † 1716           | Johana Beatrix z Gallasu † 1716           | Johana Beatrix z Gallasu † 1716             | Johana Beatrix z Gallasu † 1716             | Johana Beatrix z Gallasu † 1716             | Johana Beatrix z Gallasu † 1716             |                                             |                                             | Karel Linhart Colonna z Felsu 1674–1716 | Karel Linhart Colonna z Felsu 1674–1716 | Karel Linhart Colonna z Felsu 1674–1716 | Karel Linhart Colonna z Felsu 1674–1716 | Karel Linhart Colonna z Felsu 1674–1716 | Karel Linhart Colonna z Felsu 1674–1716 |                                         |                                         | I. Marie Anna z Dietrichsteinu 1681–1704 | I. Marie Anna z Dietrichsteinu 1681–1704 | I. Marie Anna z Dietrichsteinu 1681–1704 | I. Marie Anna z Dietrichsteinu 1681–1704 | I. Marie Anna z Dietrichsteinu 1681–1704           | I. Marie Anna z Dietrichsteinu 1681–1704           |                                                    |                                                    | Jan Václav z Gallasu 1671–1719                     | Jan Václav z Gallasu 1671–1719                     | Jan Václav z Gallasu 1671–1719                   | Jan Václav z Gallasu 1671–1719                   | Jan Václav z Gallasu 1671–1719                   | Jan Václav z Gallasu 1671–1719                   |  |  | II. Marie Arnoštka z Dietrichsteinu 1688–1745 | II. Marie Arnoštka z Dietrichsteinu 1688–1745 | II. Marie Arnoštka z Dietrichsteinu 1688–1745 | II. Marie Arnoštka z Dietrichsteinu 1688–1745 | II. Marie Arnoštka z Dietrichsteinu 1688–1745 | II. Marie Arnoštka z Dietrichsteinu 1688–1745 |  |  |
|                                |                                |                                                 |                                                 |                                                 |                                                 |                                                 |                                                 |                                  |                                  |                                       |                                       |                                       |                                       | Jan Leopold Clam † 1727               | Jan Leopold Clam † 1727               | Jan Leopold Clam † 1727            | Jan Leopold Clam † 1727            | Jan Leopold Clam † 1727            | Jan Leopold Clam † 1727            |                           |                           | Františka ze Salburgu                          | Františka ze Salburgu                          | Františka ze Salburgu                          | Františka ze Salburgu                          | Františka ze Salburgu                          | Františka ze Salburgu                          |                                         |                                         |                                           |                                           | Johana Beatrix z Gallasu † 1716           | Johana Beatrix z Gallasu † 1716           | Johana Beatrix z Gallasu † 1716             | Johana Beatrix z Gallasu † 1716             | Johana Beatrix z Gallasu † 1716             | Johana Beatrix z Gallasu † 1716             |                                             |                                             | Karel Linhart Colonna z Felsu 1674–1716 | Karel Linhart Colonna z Felsu 1674–1716 | Karel Linhart Colonna z Felsu 1674–1716 | Karel Linhart Colonna z Felsu 1674–1716 | Karel Linhart Colonna z Felsu 1674–1716 | Karel Linhart Colonna z Felsu 1674–1716 |                                         |                                         | I. Marie Anna z Dietrichsteinu 1681–1704 | I. Marie Anna z Dietrichsteinu 1681–1704 | I. Marie Anna z Dietrichsteinu 1681–1704 | I. Marie Anna z Dietrichsteinu 1681–1704 | I. Marie Anna z Dietrichsteinu 1681–1704           | I. Marie Anna z Dietrichsteinu 1681–1704           |                                                    |                                                    | Jan Václav z Gallasu 1671–1719                     | Jan Václav z Gallasu 1671–1719                     | Jan Václav z Gallasu 1671–1719                   | Jan Václav z Gallasu 1671–1719                   | Jan Václav z Gallasu 1671–1719                   | Jan Václav z Gallasu 1671–1719                   |  |  | II. Marie Arnoštka z Dietrichsteinu 1688–1745 | II. Marie Arnoštka z Dietrichsteinu 1688–1745 | II. Marie Arnoštka z Dietrichsteinu 1688–1745 | II. Marie Arnoštka z Dietrichsteinu 1688–1745 | II. Marie Arnoštka z Dietrichsteinu 1688–1745 | II. Marie Arnoštka z Dietrichsteinu 1688–1745 |  |  |
|                                |                                |                                                 |                                                 |                                                 |                                                 |                                                 |                                                 |                                  |                                  |                                       |                                       |                                       |                                       |                                       |                                       |                                    |                                    |                                    |                                    |                           |                           |                                                |                                                |                                                |                                                |                                                |                                                |                                         |                                         |                                           |                                           |                                           |                                           |                                             |                                             |                                             |                                             |                                             |                                             |                                         |                                         |                                         |                                         |                                         |                                         |                                         |                                         |                                          |                                          |                                          |                                          |                                                    |                                                    |                                                    |                                                    |                                                    |                                                    |                                                  |                                                  |                                                  |                                                  |  |  |                                               |                                               |                                               |                                               |                                               |                                               |  |  |
|                                |                                |                                                 |                                                 |                                                 |                                                 |                                                 |                                                 |                                  |                                  |                                       |                                       |                                       |                                       |                                       |                                       |                                    |                                    |                                    |                                    |                           |                           |                                                |                                                |                                                |                                                |                                                |                                                |                                         |                                         |                                           |                                           |                                           |                                           |                                             |                                             |                                             |                                             |                                             |                                             |                                         |                                         |                                         |                                         |                                         |                                         |                                         |                                         |                                          |                                          |                                          |                                          |                                                    |                                                    |                                                    |                                                    |                                                    |                                                    |                                                  |                                                  |                                                  |                                                  |  |  |                                               |                                               |                                               |                                               |                                               |                                               |  |  |
| Ferdinand Josef Clam 1700–1737 | Ferdinand Josef Clam 1700–1737 | Ferdinand Josef Clam 1700–1737                  | Ferdinand Josef Clam 1700–1737                  | Ferdinand Josef Clam 1700–1737                  | Ferdinand Josef Clam 1700–1737                  |                                                 |                                                 |                                  |                                  |                                       |                                       | Marie Anna z Thürheimu 1744–1805      | Marie Anna z Thürheimu 1744–1805      | Marie Anna z Thürheimu 1744–1805      | Marie Anna z Thürheimu 1744–1805      | Marie Anna z Thürheimu 1744–1805   | Marie Anna z Thürheimu 1744–1805   |                                    |                                    |                           |                           | Jan Kryštof II. Clam 1702–1778                 | Jan Kryštof II. Clam 1702–1778                 | Jan Kryštof II. Clam 1702–1778                 | Jan Kryštof II. Clam 1702–1778                 | Jan Kryštof II. Clam 1702–1778                 | Jan Kryštof II. Clam 1702–1778                 |                                         |                                         |                                           |                                           |                                           |                                           | Markéta Aloisie Colonnová z Felsu 1714–1782 | Markéta Aloisie Colonnová z Felsu 1714–1782 | Markéta Aloisie Colonnová z Felsu 1714–1782 | Markéta Aloisie Colonnová z Felsu 1714–1782 | Markéta Aloisie Colonnová z Felsu 1714–1782 | Markéta Aloisie Colonnová z Felsu 1714–1782 |                                         |                                         |                                         |                                         | Marie Anna Colonnová z Felsu 1702–1759  | Marie Anna Colonnová z Felsu 1702–1759  | Marie Anna Colonnová z Felsu 1702–1759  | Marie Anna Colonnová z Felsu 1702–1759  | Marie Anna Colonnová z Felsu 1702–1759   | Marie Anna Colonnová z Felsu 1702–1759   |                                          |                                          | Filip Josef z Gallasu 1703–1757 ultimus familiae   | Filip Josef z Gallasu 1703–1757 ultimus familiae   | Filip Josef z Gallasu 1703–1757 ultimus familiae   | Filip Josef z Gallasu 1703–1757 ultimus familiae   | Filip Josef z Gallasu 1703–1757 ultimus familiae   | Filip Josef z Gallasu 1703–1757 ultimus familiae   |                                                  |                                                  |                                                  |                                                  |  |  |                                               |                                               |                                               |                                               |                                               |                                               |  |  |
| Ferdinand Josef Clam 1700–1737 | Ferdinand Josef Clam 1700–1737 | Ferdinand Josef Clam 1700–1737                  | Ferdinand Josef Clam 1700–1737                  | Ferdinand Josef Clam 1700–1737                  | Ferdinand Josef Clam 1700–1737                  |                                                 |                                                 |                                  |                                  |                                       |                                       | Marie Anna z Thürheimu 1744–1805      | Marie Anna z Thürheimu 1744–1805      | Marie Anna z Thürheimu 1744–1805      | Marie Anna z Thürheimu 1744–1805      | Marie Anna z Thürheimu 1744–1805   | Marie Anna z Thürheimu 1744–1805   |                                    |                                    |                           |                           | Jan Kryštof II. Clam 1702–1778                 | Jan Kryštof II. Clam 1702–1778                 | Jan Kryštof II. Clam 1702–1778                 | Jan Kryštof II. Clam 1702–1778                 | Jan Kryštof II. Clam 1702–1778                 | Jan Kryštof II. Clam 1702–1778                 |                                         |                                         |                                           |                                           |                                           |                                           | Markéta Aloisie Colonnová z Felsu 1714–1782 | Markéta Aloisie Colonnová z Felsu 1714–1782 | Markéta Aloisie Colonnová z Felsu 1714–1782 | Markéta Aloisie Colonnová z Felsu 1714–1782 | Markéta Aloisie Colonnová z Felsu 1714–1782 | Markéta Aloisie Colonnová z Felsu 1714–1782 |                                         |                                         |                                         |                                         | Marie Anna Colonnová z Felsu 1702–1759  | Marie Anna Colonnová z Felsu 1702–1759  | Marie Anna Colonnová z Felsu 1702–1759  | Marie Anna Colonnová z Felsu 1702–1759  | Marie Anna Colonnová z Felsu 1702–1759   | Marie Anna Colonnová z Felsu 1702–1759   |                                          |                                          | Filip Josef z Gallasu 1703–1757 ultimus familiae   | Filip Josef z Gallasu 1703–1757 ultimus familiae   | Filip Josef z Gallasu 1703–1757 ultimus familiae   | Filip Josef z Gallasu 1703–1757 ultimus familiae   | Filip Josef z Gallasu 1703–1757 ultimus familiae   | Filip Josef z Gallasu 1703–1757 ultimus familiae   |                                                  |                                                  |                                                  |                                                  |  |  |                                               |                                               |                                               |                                               |                                               |                                               |  |  |
|                                |                                |                                                 |                                                 |                                                 |                                                 |                                                 |                                                 |                                  |                                  |                                       |                                       |                                       |                                       |                                       |                                       |                                    |                                    |                                    |                                    |                           |                           |                                                |                                                |                                                |                                                |                                                |                                                |                                         |                                         |                                           |                                           |                                           |                                           |                                             |                                             |                                             |                                             |                                             |                                             |                                         |                                         |                                         |                                         |                                         |                                         |                                         |                                         |                                          |                                          |                                          |                                          |                                                    |                                                    |                                                    |                                                    |                                                    |                                                    |                                                  |                                                  |                                                  |                                                  |  |  |                                               |                                               |                                               |                                               |                                               |                                               |  |  |
|                                |                                |                                                 |                                                 |                                                 |                                                 |                                                 |                                                 |                                  |                                  |                                       |                                       |                                       |                                       |                                       |                                       |                                    |                                    |                                    |                                    |                           |                           |                                                |                                                |                                                |                                                |                                                |                                                |                                         |                                         |                                           |                                           |                                           |                                           |                                             |                                             |                                             |                                             |                                             |                                             |                                         |                                         |                                         |                                         |                                         |                                         |                                         |                                         |                                          |                                          |                                          |                                          |                                                    |                                                    |                                                    |                                                    |                                                    |                                                    |                                                  |                                                  |                                                  |                                                  |  |  |                                               |                                               |                                               |                                               |                                               |                                               |  |  |
|                                |                                |                                                 |                                                 |                                                 |                                                 | Jan Gottlieb Clam 1730/1731–1793                | Jan Gottlieb Clam 1730/1731–1793                | Jan Gottlieb Clam 1730/1731–1793 | Jan Gottlieb Clam 1730/1731–1793 | Jan Gottlieb Clam 1730/1731–1793      | Jan Gottlieb Clam 1730/1731–1793      |                                       |                                       | Karolína Josefa Desfours 1731–1793    | Karolína Josefa Desfours 1731–1793    | Karolína Josefa Desfours 1731–1793 | Karolína Josefa Desfours 1731–1793 | Karolína Josefa Desfours 1731–1793 | Karolína Josefa Desfours 1731–1793 |                           |                           |                                                |                                                |                                                |                                                | Kristián Filip z Clam-Gallasu 1748–1805        | Kristián Filip z Clam-Gallasu 1748–1805        | Kristián Filip z Clam-Gallasu 1748–1805 | Kristián Filip z Clam-Gallasu 1748–1805 | Kristián Filip z Clam-Gallasu 1748–1805   | Kristián Filip z Clam-Gallasu 1748–1805   |                                           |                                           | Karolína Josefína Sporcková 1752–1799       | Karolína Josefína Sporcková 1752–1799       | Karolína Josefína Sporcková 1752–1799       | Karolína Josefína Sporcková 1752–1799       | Karolína Josefína Sporcková 1752–1799       | Karolína Josefína Sporcková 1752–1799       |                                         |                                         |                                         |                                         | Karel Leopold Clam-Gallas 1755–1784     | Karel Leopold Clam-Gallas 1755–1784     | Karel Leopold Clam-Gallas 1755–1784     | Karel Leopold Clam-Gallas 1755–1784     | Karel Leopold Clam-Gallas 1755–1784      | Karel Leopold Clam-Gallas 1755–1784      |                                          |                                          | Antonie Skrbenská z Hříště 1757–1783               | Antonie Skrbenská z Hříště 1757–1783               | Antonie Skrbenská z Hříště 1757–1783               | Antonie Skrbenská z Hříště 1757–1783               | Antonie Skrbenská z Hříště 1757–1783               | Antonie Skrbenská z Hříště 1757–1783               |                                                  |                                                  |                                                  |                                                  |  |  |                                               |                                               |                                               |                                               |                                               |                                               |  |  |
|                                |                                |                                                 |                                                 |                                                 |                                                 | Jan Gottlieb Clam 1730/1731–1793                | Jan Gottlieb Clam 1730/1731–1793                | Jan Gottlieb Clam 1730/1731–1793 | Jan Gottlieb Clam 1730/1731–1793 | Jan Gottlieb Clam 1730/1731–1793      | Jan Gottlieb Clam 1730/1731–1793      |                                       |                                       | Karolína Josefa Desfours 1731–1793    | Karolína Josefa Desfours 1731–1793    | Karolína Josefa Desfours 1731–1793 | Karolína Josefa Desfours 1731–1793 | Karolína Josefa Desfours 1731–1793 | Karolína Josefa Desfours 1731–1793 |                           |                           |                                                |                                                |                                                |                                                | Kristián Filip z Clam-Gallasu 1748–1805        | Kristián Filip z Clam-Gallasu 1748–1805        | Kristián Filip z Clam-Gallasu 1748–1805 | Kristián Filip z Clam-Gallasu 1748–1805 | Kristián Filip z Clam-Gallasu 1748–1805   | Kristián Filip z Clam-Gallasu 1748–1805   |                                           |                                           | Karolína Josefína Sporcková 1752–1799       | Karolína Josefína Sporcková 1752–1799       | Karolína Josefína Sporcková 1752–1799       | Karolína Josefína Sporcková 1752–1799       | Karolína Josefína Sporcková 1752–1799       | Karolína Josefína Sporcková 1752–1799       |                                         |                                         |                                         |                                         | Karel Leopold Clam-Gallas 1755–1784     | Karel Leopold Clam-Gallas 1755–1784     | Karel Leopold Clam-Gallas 1755–1784     | Karel Leopold Clam-Gallas 1755–1784     | Karel Leopold Clam-Gallas 1755–1784      | Karel Leopold Clam-Gallas 1755–1784      |                                          |                                          | Antonie Skrbenská z Hříště 1757–1783               | Antonie Skrbenská z Hříště 1757–1783               | Antonie Skrbenská z Hříště 1757–1783               | Antonie Skrbenská z Hříště 1757–1783               | Antonie Skrbenská z Hříště 1757–1783               | Antonie Skrbenská z Hříště 1757–1783               |                                                  |                                                  |                                                  |                                                  |  |  |                                               |                                               |                                               |                                               |                                               |                                               |  |  |
|                                |                                |                                                 |                                                 |                                                 |                                                 |                                                 |                                                 |                                  |                                  |                                       |                                       |                                       |                                       |                                       |                                       |                                    |                                    |                                    |                                    |                           |                           |                                                |                                                |                                                |                                                |                                                |                                                |                                         |                                         |                                           |                                           |                                           |                                           |                                             |                                             |                                             |                                             |                                             |                                             |                                         |                                         |                                         |                                         |                                         |                                         |                                         |                                         |                                          |                                          |                                          |                                          |                                                    |                                                    |                                                    |                                                    |                                                    |                                                    |                                                  |                                                  |                                                  |                                                  |  |  |                                               |                                               |                                               |                                               |                                               |                                               |  |  |
|                                |                                |                                                 |                                                 |                                                 |                                                 |                                                 |                                                 |                                  |                                  |                                       |                                       |                                       |                                       |                                       |                                       |                                    |                                    |                                    |                                    |                           |                           |                                                |                                                |                                                |                                                |                                                |                                                |                                         |                                         |                                           |                                           |                                           |                                           |                                             |                                             |                                             |                                             |                                             |                                             |                                         |                                         |                                         |                                         |                                         |                                         |                                         |                                         |                                          |                                          |                                          |                                          |                                                    |                                                    |                                                    |                                                    |                                                    |                                                    |                                                  |                                                  |                                                  |                                                  |  |  |                                               |                                               |                                               |                                               |                                               |                                               |  |  |
|                                |                                | Marie Anna z Martinic 1768–1832 ultima familiae | Marie Anna z Martinic 1768–1832 ultima familiae | Marie Anna z Martinic 1768–1832 ultima familiae | Marie Anna z Martinic 1768–1832 ultima familiae | Marie Anna z Martinic 1768–1832 ultima familiae | Marie Anna z Martinic 1768–1832 ultima familiae |                                  |                                  | Karel Josef z Clam-Martinic 1760–1826 | Karel Josef z Clam-Martinic 1760–1826 | Karel Josef z Clam-Martinic 1760–1826 | Karel Josef z Clam-Martinic 1760–1826 | Karel Josef z Clam-Martinic 1760–1826 | Karel Josef z Clam-Martinic 1760–1826 |                                    |                                    |                                    |                                    |                           |                           | Josefína Karolína z Clary-Aldringenu 1777–1828 | Josefína Karolína z Clary-Aldringenu 1777–1828 | Josefína Karolína z Clary-Aldringenu 1777–1828 | Josefína Karolína z Clary-Aldringenu 1777–1828 | Josefína Karolína z Clary-Aldringenu 1777–1828 | Josefína Karolína z Clary-Aldringenu 1777–1828 |                                         |                                         | Kristián Kryštof z Clam-Gallasu 1771–1838 | Kristián Kryštof z Clam-Gallasu 1771–1838 | Kristián Kryštof z Clam-Gallasu 1771–1838 | Kristián Kryštof z Clam-Gallasu 1771–1838 | Kristián Kryštof z Clam-Gallasu 1771–1838   | Kristián Kryštof z Clam-Gallasu 1771–1838   |                                             |                                             |                                             |                                             |                                         |                                         |                                         |                                         |                                         |                                         |                                         |                                         | I. Aloisie z Clam-Gallasu 1781–1822      | I. Aloisie z Clam-Gallasu 1781–1822      | I. Aloisie z Clam-Gallasu 1781–1822      | I. Aloisie z Clam-Gallasu 1781–1822      | I. Aloisie z Clam-Gallasu 1781–1822                | I. Aloisie z Clam-Gallasu 1781–1822                |                                                    |                                                    | Ludvík Széchényi ze Sárvár-Felsővidéku 1781–1855   | Ludvík Széchényi ze Sárvár-Felsővidéku 1781–1855   | Ludvík Széchényi ze Sárvár-Felsővidéku 1781–1855 | Ludvík Széchényi ze Sárvár-Felsővidéku 1781–1855 | Ludvík Széchényi ze Sárvár-Felsővidéku 1781–1855 | Ludvík Széchényi ze Sárvár-Felsővidéku 1781–1855 |  |  | II. Františka z Wurmbrand-Stuppachu 1797–1873 | II. Františka z Wurmbrand-Stuppachu 1797–1873 | II. Františka z Wurmbrand-Stuppachu 1797–1873 | II. Františka z Wurmbrand-Stuppachu 1797–1873 | II. Františka z Wurmbrand-Stuppachu 1797–1873 | II. Františka z Wurmbrand-Stuppachu 1797–1873 |  |  |
|                                |                                | Marie Anna z Martinic 1768–1832 ultima familiae | Marie Anna z Martinic 1768–1832 ultima familiae | Marie Anna z Martinic 1768–1832 ultima familiae | Marie Anna z Martinic 1768–1832 ultima familiae | Marie Anna z Martinic 1768–1832 ultima familiae | Marie Anna z Martinic 1768–1832 ultima familiae |                                  |                                  | Karel Josef z Clam-Martinic 1760–1826 | Karel Josef z Clam-Martinic 1760–1826 | Karel Josef z Clam-Martinic 1760–1826 | Karel Josef z Clam-Martinic 1760–1826 | Karel Josef z Clam-Martinic 1760–1826 | Karel Josef z Clam-Martinic 1760–1826 |                                    |                                    |                                    |                                    |                           |                           | Josefína Karolína z Clary-Aldringenu 1777–1828 | Josefína Karolína z Clary-Aldringenu 1777–1828 | Josefína Karolína z Clary-Aldringenu 1777–1828 | Josefína Karolína z Clary-Aldringenu 1777–1828 | Josefína Karolína z Clary-Aldringenu 1777–1828 | Josefína Karolína z Clary-Aldringenu 1777–1828 |                                         |                                         | Kristián Kryštof z Clam-Gallasu 1771–1838 | Kristián Kryštof z Clam-Gallasu 1771–1838 | Kristián Kryštof z Clam-Gallasu 1771–1838 | Kristián Kryštof z Clam-Gallasu 1771–1838 | Kristián Kryštof z Clam-Gallasu 1771–1838   | Kristián Kryštof z Clam-Gallasu 1771–1838   |                                             |                                             |                                             |                                             |                                         |                                         |                                         |                                         |                                         |                                         |                                         |                                         | I. Aloisie z Clam-Gallasu 1781–1822      | I. Aloisie z Clam-Gallasu 1781–1822      | I. Aloisie z Clam-Gallasu 1781–1822      | I. Aloisie z Clam-Gallasu 1781–1822      | I. Aloisie z Clam-Gallasu 1781–1822                | I. Aloisie z Clam-Gallasu 1781–1822                |                                                    |                                                    | Ludvík Széchényi ze Sárvár-Felsővidéku 1781–1855   | Ludvík Széchényi ze Sárvár-Felsővidéku 1781–1855   | Ludvík Széchényi ze Sárvár-Felsővidéku 1781–1855 | Ludvík Széchényi ze Sárvár-Felsővidéku 1781–1855 | Ludvík Széchényi ze Sárvár-Felsővidéku 1781–1855 | Ludvík Széchényi ze Sárvár-Felsővidéku 1781–1855 |  |  | II. Františka z Wurmbrand-Stuppachu 1797–1873 | II. Františka z Wurmbrand-Stuppachu 1797–1873 | II. Františka z Wurmbrand-Stuppachu 1797–1873 | II. Františka z Wurmbrand-Stuppachu 1797–1873 | II. Františka z Wurmbrand-Stuppachu 1797–1873 | II. Františka z Wurmbrand-Stuppachu 1797–1873 |  |  |

## Erb

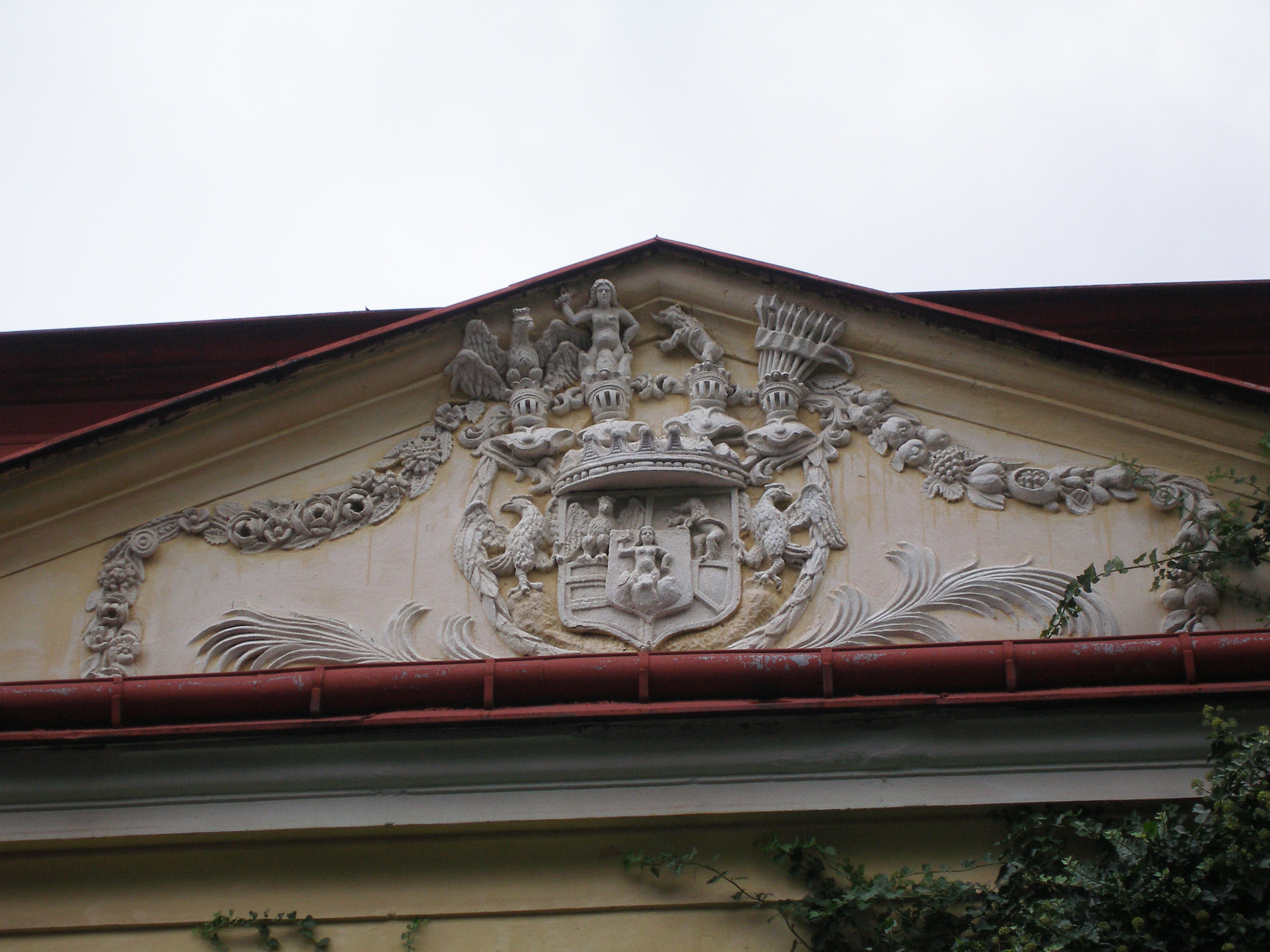
Clam-Gallasovský erb ve frontonu Libverdského zámečku

Jejich znak vznikl spojením gallasovské orlice a zlatého břevna s clamovskou kočkou na stříbrně a černě děleném poli. Uprostřed leží panna držící parohy.

## Významné osobnosti rodu
- Matyáš Gallas
- Kristián Kryštof Clam-Gallas (1771–1838), český statkář a mecenáš
- Eduard Clam-Gallas (1805–1891), rakouský generál
- František Clam-Gallas (1854–1930), český velkostatkář a politik